# Робинсон, Уильям Элсворт
Уи́льям Э́лсворт Ро́бинсон (1861—1918) — американский иллюзионист, который погиб из-за несчастного случая во время исполнения трюка с ловлей пули.
Первоначально выступал под именем «Человека-тайны» (англ. Man of Mystery), но впоследствии решил составить конкуренцию популярному китайскому иллюзионисту и огнеглотателю Цзинь Линфу. Он сумел воспроизвести некоторые его трюки (обезглавливание мальчика перед его выходом за кулисы) и потребовал обещанное вознаграждение в 1000 долларов. Когда китаец отказался исполнить обещание, Робинсон принял китайское имя Чэн Ляньсу (程連蘇) и стал основным конкурентом Цзинь Линфу в области экзотических иллюзий. Он настолько вжился в роль китайца, что никогда не говорил по-английски на сцене и во время интервью с журналистами пользовался услугами переводчика. Ожесточённое соперничество двух фокусников легло в основу сюжета романа «Престиж».